# Akaciasparvuggla
Akaciasparvuggla (Glaucidium capense) är en fågel i familjen ugglor inom ordningen ugglefåglar.

## Utbredning och systematik
Akaciasparvugglan delas här in i fem underarter:
- Glaucidium capense etchecopari – förekommer i Liberia och Elfenbenskusten
- Glaucidium capense castaneum – förekommer i nordöstra Demokratiska republiken Kongo och sydvästra Uganda
- Glaucidium capense schefferi – förekommer i sydligaste Somalia, östra Kenya och nordöstra Tanzania
- Glaucidium capense ngamiense – förekommer från sydöstra Demokratiska republiken Kongo och västra Tanzania till Angola, Botswana och Moçambique
- Glaucidium capense capense – förekommer från södra Moçambique till Sydafrika

Internationella naturvårdsunionen IUCN urskiljer castaneum inklusive etchecopari som en egen art, "kastanjesparvuggla". Å andra sidan behandlas albertinesparvuggla (Glaucidium albertinum) av vissa som en underart till akaciasparvuggla.

## Status
IUCN bedömer hotstatus för etchecopari tillsammans med castaneum för sig, skilt från övriga underarter, båda grupper som livskraftiga.

## Bilder

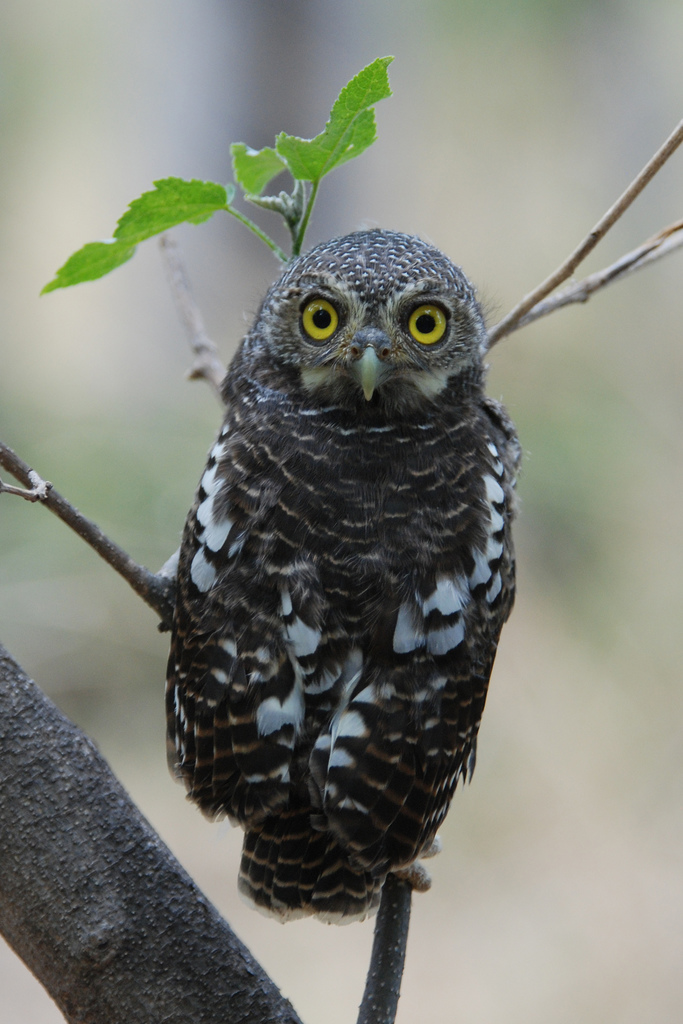